# Bloc d'habitatges al carrer Güell, 122 (Girona)
El Bloc d'habitatges al carrer Güell, 122 és un edifici de Girona inclòs a l'Inventari del Patrimoni Arquitectònic de Catalunya.

## Descripció
És un edifici de planta baixa, quatre pisos i àtic reculat respecte la façana, formant terrassa i que clou l'edifici. Façana composta simètricament respecte a la porta d'accés, potenciada per dos pilars rodons de formigó vist que coincideixen amb l'escletxa vertical, que es repeteixen a l'interior de l'entrada i sota l'espai vertical en tot l'edifici de l'escala. La porta d'accés es caracteritza exteriorment, a la façana, amb una gran escletxa vertical que dona a l'escala i que divideix el cos de tribuna, esglaonant-se als laterals i permetent l'aparició de balconeres en vertical en l'entrega amb les mitgeres i en el plànol de paret enrasat amb la façana alineada al carrer, que és on descansa la tribuna esmentada. Aquesta tribuna té balcons a les puntes (massissos) i finestres apaïsades al costat de l'escletxa. Es clou amb un remat de finestres apaïsades a nivell de la planta 4, i el massís de barana ho unifica tot. A planta baixa s'hi troben obertures de botigues i accés.

## Història
És una obra del 1978.